# Noord-Atlantische stroom

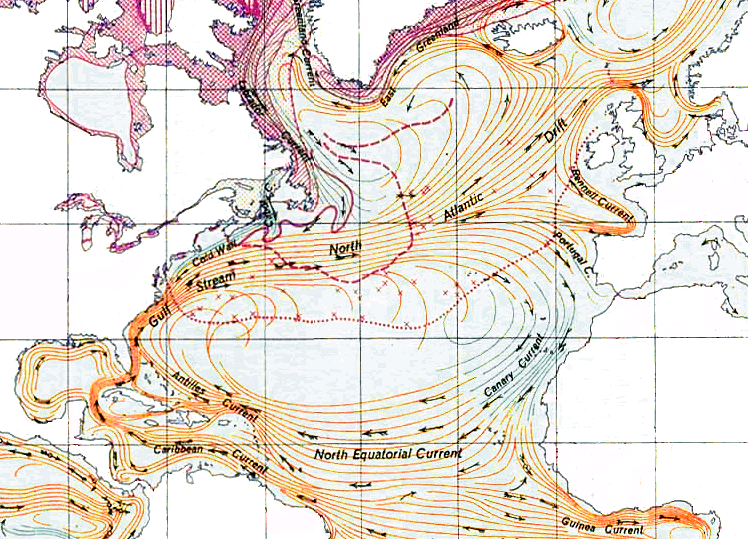
Noord-Atlantische stroom aangeduid met North Atlantic Drift

De Noord-Atlantische stroom (of Noord-Atlantische drift) is een sterke en warme oceaanstroom in de Noord-Atlantische Oceaan. Het is een vervolg van de Golfstroom. Soms beschouwt men de Golfstroom en de Noord-Atlantische stroom zelfs als een geheel. Ten zuiden van de Noord-Atlantische stroom ligt de Noord-Atlantische gyre.
Ten westen van Ierland splitst de stroom in twee, de Canarische stroom die zuidwaarts gaat en een andere tak die noordwaarts gaat langs de kusten van Noordwest-Europa. Andere aftakkingen zijn de Irmingerstroom en de Noorse stroom.
Wetenschappers veronderstellen dat de stroom een belangrijk opwarmend effect heeft op het klimaat. Een minderheid bestrijdt deze stelling.